# 다카오 류
다카오 류(일본어: 髙尾 瑠, 1996년 11월 9일~)는 일본의 축구 선수이다.

## 구단 경력
그는 2019년 J1리그의 감바 오사카에 입단했다. 2023년까지 111경기에 출전하여, 1득점을 넣었다. 2024년 홋카이도 콘사돌레 삿포로로 이적했다. 2024년후 J2리그에 강등했다.